# 앨빈과 슈퍼밴드 (1983년 애니메이션)
《앨빈과 슈퍼밴드》(영어: Alvin and the Chipmunks)는 NBC에서 방송되는 미국의 텔레비전 애니메이션이다.